# Ана Древ
Ана Древ (словен. Ana Drev) словеначка је алпска скијашица, специјалиста за техничке дисциплине: велеслалом и слалом. Чланица је Скијашког клуба „Нордика“ из Велења.
Дебитовала је на великим такмичењима 24. фебруара 2001, учешћем на Европском купу. Остварила је пет победа у Европа купу, док јој је најбољи пласман у Светском купу друго место.
Као представница Словеније два пута је учествовала на Зимским олимпијским играма: 2006. у Торину, и 2010. у Ванкуверу. На оба такмичења учествовала је у слалому и велеслалому, а најбољи пласман имала је у велеслалому 2006, када је заузела 9. место.

## Резултати

### Олимпијске игре
- Торино 2006.: 9. велеслалом, 45. супервелеслалом
- Ванкувер 2010.: 19. велеслалом

### Светско првенство
- 2005. Санта Катерина : 24. велеслалом
- 2009. Вал д'Изер : 14. велеслалом

### Светски куп
- најбољи укупни пласман: 59. место (2006, 2008)
- најбољи резултат: 2. место у Флахауу 17. јануара 2016. године

### Европа куп
- 2004/05: 3. велеслалом
- 5 победа и 8 пласмана међу прве три